# Andrea Monti (giornalista)
Andrea Monti (Milano, 14 gennaio 1955) è un giornalista italiano; ha diretto, tra gli altri, Panorama, Oggi e La Gazzetta dello Sport.

## Biografia
Negli anni Ottanta è negli Stati Uniti, dove svolge una lunga esperienza professionale, collaborando anche con diversi periodici italiani. Torna in Italia come vicedirettore de L'Europeo. Alla fine degli anni Ottanta è il primo direttore della neonata edizione italiana della rivista economica Fortune Italia. Dal 1990 al 1996 è direttore del settimanale Panorama. Passato al Corriere della Sera nel 1997, dirige per circa un anno il supplemento settimanale Sette. Dall'ottobre 1999 dirige il mensile GQ, il primo giornale maschile italiano. Lascia nel 2002.
Successivamente fonda una sua casa editrice, che lancia la versione italiana del periodico maschile Maxim. Durante gli anni 2004-2005 ha un'esperienza televisiva come conduttore del programma divulgativo Sfera su LA7. Nel novembre 2008 è nominato direttore del settimanale Oggi. Nel febbraio 2010 ha assunto la direzione del quotidiano sportivo La Gazzetta dello Sport. Il 21 giugno 2020, dopo dieci anni, lascia la direzione della "rosea" al già condirettore Stefano Barigelli  per assumere l'incarico di direttore della comunicazione della Fondazione Milano-Cortina 2026.